# Eli Whitney

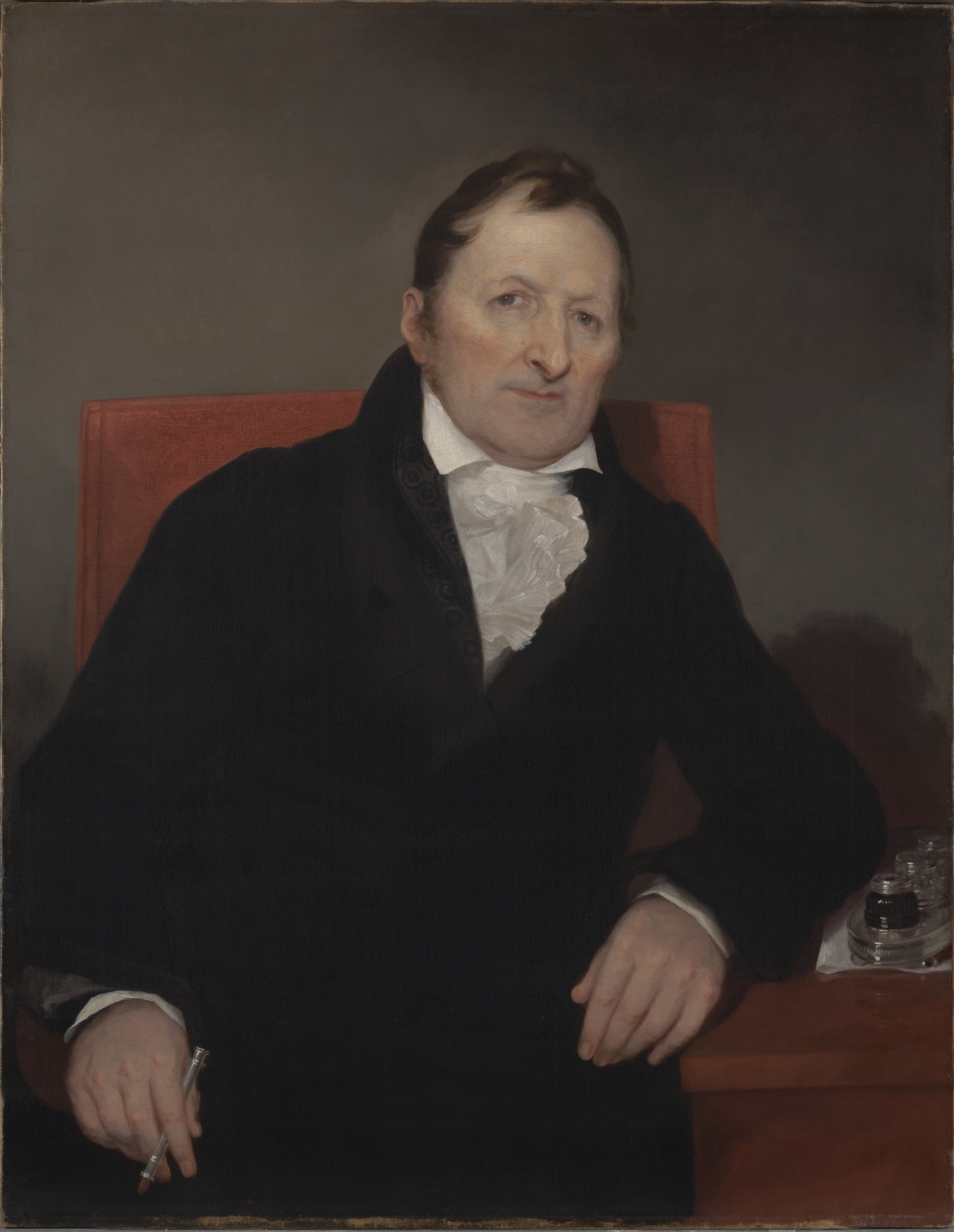
Eli Whitney

Eli Whitney (8. prosince 1765, Westborough – 8. ledna 1825, New Haven) byl americký vynálezce.
Vyrostl na farmě v Massachusetts. Během Americké revoluce, když byl ve vznikajícím státě nedostatek hřebíků v důsledku britského embarga, začal tyto hřebíky vyrábět. Tehdy prvně poznal, jak funguje trh. Brzy rozšířil výrobu na jehlice a hole.
Po revoluci vystudoval na Yaleově univerzitě a odstěhoval se do Jižní Karolíny. Zde se vrátil k zemědělství a přišel s vynálezem, jímž nakonec nejvíce proslul: strojem na vyzrňování bavlny, což byl zásadní mezník průmyslové revoluce. Ten dokázal bavlnu zpracovat desetkrát rychleji než otrok a udělal z amerického jihu bavlnářskou velmoc. Stroj postavil v roce 1793, patentován byl roku 1794, existovalo ovšem mnoho patentových sporů, neboť se brzy objevily další vyzrňovací stroje, které Whitney označoval za kopie stroje svého. Unaven patentovými boji se ke konci 18. století začal věnovat výrobě zbraní, které dodával americké vládě. Jeho zbraně byly úspěšné mimo jiné proto, že vsadil na vyměnitelnost jednotlivých částí bojových strojů. Tato idea později silně ovlivnila Henryho Forda.